# Депортиво Мальдонадо
«Депорти́во» Мальдона́до (исп. Club Deportivo Maldonado) — уругвайский футбольный клуб из города Мальдонадо. В 1999 — 2004 годах выступал в Высшем дивизионе чемпионата Уругвая. С 2020 команда выступает в уругвайской Примере.

## История
Клуб был основан 25 августа 1928 года под названием ФК «Батакасо» (Batacazo Football Club). В качестве цветов клуба выбраны красный и зелёный, причём основатель команды, Хуан Дельфино, опроверг предположение о том, что в эти цвета вкладывался какой-либо глубокий смысл — они просто нравились ему лично. На протяжении 4 лет «Батакасо» (это название можно перевести как «Ударник») не играл матчей с командами из других городов, и только в 1932 году руководители «Батакасо» направили письмо в Рочу, чтобы сыграть с местным «Ривер Плейтом» (современная ФК «Роча»), однако руководители «Ривера» не ответили на это письмо, расценив его как шутку. Это стало катализатором смены названия клуба — на всеобщем голосовании Совета директоров с большим отрывом победило название «Депортиво Мальдонадо». 2 июля 1932 года в газете El Día было официально опубликовано объявление о смене названия клубом.
В дальнейшем, на протяжении шести десятков лет, «Депортиво Мальдонадо» выступал в локальных турнирах на уровне департамента, выиграв ряд местных трофеев (пять чемпионатов департамента, а также девять чемпионатов административного центра — Мальдонадо) и только в 1995 году команда получила профессиональный статус, выйдя из Организации Футбола Интериора и присоединившись к Ассоциации футбола Уругвая.
В 1998 году «Депортиво Мальдонадо» добились права участия в стыковых матчах против «Рамплы Хуниорс». Обменявшись победами 3:2 и 1:3 (причём, во втором случае победу одержал клуб из Мальдонадо с большей разницей мячей), команды сыграли третий матч, завершившийся вничью 1:1. В серии пенальти сильнее был столичный клуб — 6:5. Однако АУФ приняла решение включить в Примеру на следующий сезон из Второго дивизиона три клуба из Интериора (команд за пределами столицы) — соответственно, «Депортиво Мальдонадо», «Пайсанду Белья Виста» и «Такуарембо». В какой-то степени, в отношении «Депортиво Мальдонадо» восторжествовала спортивная справедливость, поскольку при учёте разницы забитых и пропущенных мячей в двух стыковых матчей мальдонадцы бы обошли «Рамплу».
«Красно-зелёные» надолго закрепились в элите уругвайского футбола. В 2004 году клуб был переименован в Club Deportivo Maldonado Punta del Este, поскольку произошло объединение с «Культурным и демократическим центром Пунта-дель-Эсте» (Centro Cultural y Democrático Punta del Este). После вылета из Примеры с сезона 2006/07 клубу было возвращено прежнее название.
В конце 2009 года было образовано спортивное открытое акционерное общество Deportivo Maldonado SAD с участием английских бизнесменов.